# Santa Ana Tlapacoyan
Santa Ana Tlapacoyan là một đô thị thuộc bang Oaxaca, México. Năm 2005, dân số của đô thị này là 1687 người.